# Grande Prêmio da Itália de 1958
Resultados do Grande Prêmio da Itália de Fórmula 1 realizado em Monza em 7 de setembro de 1958. Décima etapa do campeonato, foi vencida pelo britânico Tony Brooks, da Vanwall, que subiu ao pódio ladeado por Mike Hawthorn e Phil Hill, pilotos da Ferrari.

## Resumo
A Vanwall, tornou-se a primeira campeã mundial de construtores da categoria

## Classificação da prova
| Pos. | Nº | Piloto                        | Construtor    | Voltas | Tempo/Diferença  | Grid | Pontos     |
| ---- | -- | ----------------------------- | ------------- | ------ | ---------------- | ---- | ---------- |
| 1    | 28 | Tony Brooks                   | Vanwall       | 70     | 2:03:47.8        | 2    | 8          |
| 2    | 14 | Mike Hawthorn                 | Ferrari       | 70     | + 24.2           | 3    | 6          |
| 3    | 18 | Phil Hill                     | Ferrari       | 70     | + 28.3           | 7    | 5          |
| 4    | 32 | Masten Gregory Carroll Shelby | Maserati      | 69     | + 1 volta        | 11   | [ nota 4 ] |
| 5    | 6  | Roy Salvadori                 | Cooper-Climax | 62     | + 8 voltas       | 14   | 2          |
| 6    | 38 | Graham Hill                   | Lotus-Climax  | 62     | + 8 voltas       | 12   |            |
| 7    | 36 | Cliff Allison                 | Lotus-Climax  | 61     | + 9 voltas       | 16   |            |
| Ret  | 42 | Maria Teresa de Filippis      | Maserati      | 57     | Motor            | 21   |            |
| Ret  | 22 | Giulio Cabianca               | Maserati      | 51     | Motor            | 20   |            |
| Ret  | 8  | Jean Behra                    | BRM           | 42     | Embreagem        | 8    |            |
| Ret  | 24 | Hans Herrmann                 | Maserati      | 32     | Motor            | 18   |            |
| Ret  | 30 | Stuart Lewis-Evans            | Vanwall       | 30     | Superaquecimento | 4    |            |
| Ret  | 2  | Maurice Trintignant           | Cooper-Climax | 24     | Câmbio           | 13   |            |
| Ret  | 26 | Stirling Moss                 | Vanwall       | 17     | Câmbio           | 1    |            |
| Ret  | 12 | Jo Bonnier                    | BRM           | 14     | Transmissão      | 10   |            |
| Ret  | 20 | Olivier Gendebien             | Ferrari       | 4      | Suspensão        | 5    |            |
| Ret  | 40 | Gerino Gerini                 | Maserati      | 2      | Acidente         | 19   |            |
| Ret  | 34 | Carroll Shelby                | Maserati      | 1      | Semieixo         | 17   |            |
| Ret  | 16 | Wolfgang von Trips            | Ferrari       | 0      | Acidente         | 6    |            |
| Ret  | 10 | Harry Schell                  | BRM           | 0      | Acidente         | 9    |            |
| Ret  | 4  | Jack Brabham                  | Cooper-Climax | 0      | Suspensão        | 15   |            |

## Tabela do campeonato após a corrida
|   | Pos. | Piloto        | Pontos  |
| - | ---- | ------------- | ------- |
|   | 1    | Mike Hawthorn | 40 (43) |
|   | 2    | Stirling Moss | 32      |
|   | 3    | Tony Brooks   | 24      |
| 1 | 4    | Roy Salvadori | 15      |
| 1 | 5    | Peter Collins | 14      |

|  | Pos. | Construtor    | Pontos  |
|  | ---- | ------------- | ------- |
|  | 1    | Vanwall       | 46 (49) |
|  | 2    | Ferrari       | 40 (51) |
|  | 3    | Cooper-Climax | 31      |
|  | 4    | BRM           | 15      |
|  | 5    | Maserati      | 6       |

- Nota: Somente as primeiras cinco posições estão listadas. Apenas os seis melhores resultados, dentre pilotos ou equipes, eram computados visando o título. Neste ponto esclarecemos: na tabela dos construtores figurava somente o melhor resultado dentre os carros de um mesmo time e a campeã da temporada surge grafada em negrito.